# Чумара
Чумара́ (рос. Чумара, башк. Сумара) — присілок (у минулому селище) у складі Калтасинського району Башкортостану, Росія. Входить до складу Кельтеївської сільської ради.
Населення — 148 осіб (2010; 195 у 2002).
Національний склад:
- башкири — 41 %
- татари — 26 %